# Geekie
Geekie é uma plataforma de educação online que visa auxiliar estudantes brasileiros em sua preparação para vestibulares, através de uma estratégia de ensino individualizado.A plataforma é uma simulação de deveres de casa. Ela ficou mais popular devido a pandemia do Covid-19. Em 2014, a empresa atendia cerca de 3 milhões de estudantes brasileiros das redes pública e privada, com parceria com o Ministério da Educação.

## História
A Geekie foi criada em 2011 pelos então profissionais do mercado financeiro, Claudio Sassaki e Eduardo Bontempo, ambos com experiência também na área de educação. Inspirada na Khan Academy, a ferramenta surgiu visando auxiliar estudantes brasileiros na preparação para o Exame Nacional do Ensino Médio, através de algoritmos computacionais para fornecer um aprendizado adaptativo a cada estudante. Em 2012, após uma ampliação no número de usuários, o então ministro da educação Aloízio Mercadante convidou os fundadores da plataforma para uma reunião, e em 2014 foi firmada uma parceira com o MEC para ampliar o uso nas escolas públicas.
Em 2013 foi realizado o projeto "Geekie Games", a fim de preparar estudantes para o ENEM através de um programa certificado pelo Instituto Nacional de Ensino e Pesquisa. Em 2014, a ferramenta era utilizada por mais de 3 milhões de alunos, com parceria com 15 mil escolas da rede pública - para cada cliente atendido na rede privada, a Geekie comprometia-se em atender um na rede pública - e um total de 20 mil instituições com ensino médio, ou 61% das instituições do Brasil.